# 梁鴻志
梁 鴻志（りょう こうし、1882年12月8日〈光緒8年9月9日〉 - 1946年〈民国35年〉11月19日）は、中華民国の政治家。北京政府安徽派の有力政治家で、後に中華民国維新政府の首脳に就任した。字は衆異。晩号は遇叟。

## 事績

### 安徽派時代
6歳の時から2年間、日本での生活経験を持つ。帰国後に秀才になり、さらに1903年（光緒29年）には癸卯科挙人となる。1905年（光緒31年）、京師大学堂（北京大学の前身）に入学した。1908年（光緒34年）の卒業後、山東省の登萊高膠道尹公署で科長に任命され、まもなく教職に転じた。中華民国成立後は、国務院で職に就き、袁世凱が創刊させた新聞である『亜細亜報』で記事を書いた。
1915年（民国4年）9月、袁世凱の皇帝即位運動における請願連合会文牘組副主任となり、福建省の誓願人としても名を列ねた。1916年（民国5年）6月の袁世凱死後、梁鴻志は段祺瑞率いる安徽派に与し、段芝貴の秘書長をつとめた。この間に、王揖唐と親交を結び、1918年（民国7年）3月に王揖唐が安福倶楽部を創始すると、梁鴻志もこれに加わる。さらに参議院議員に当選し、8月に参議院秘書長に就任している。1920年（民国9年）7月の安直戦争で安徽派が敗北すると、梁鴻志も指名手配されたため、天津の日本租界に逃げ込んだ。
1924年（民国13年）10月の北京政変（首都革命）で段祺瑞が臨時執政として復権すると、梁鴻志も臨時執政秘書長に就任した。1925年（民国14年）には日本側と合同で東方文化事業総委員会中国委員となっている。しかし同年11月に梁鴻志は辞任を余儀なくされ、天津に寓居した。しばらくして段祺瑞も失脚している。1927年（民国16年）、張作霖の下で安国軍総司令部政治討論会委員に任ぜられた。
1928年（民国17年）、中国国民党の北伐勝利と共に、梁鴻志も指名手配され、しばらくは大連に隠れ住んだ。1931年（民国20年）の満洲事変後に、段祺瑞が天津から上海に移ると、段祺瑞が1936年（民国25年）に死去するまで、梁鴻志はこれに随従している。

### 維新政府から南京国民政府へ
日中戦争（抗日戦争）が本格勃発した1937年（民国26年）末ごろから、梁鴻志は日本軍の誘いを受け、華中で親日政府の組織を準備し始める。翌1938年（民国27年）3月28日、南京に中華民国維新政府が樹立された。梁鴻志はその首脳に特任されたが、当初の地位は行政院院長署理兼交通部部長であった。この時点で正式に行政院長とならなかったのは、北平で中華民国臨時政府を率いる王克敏や親日政権への出馬が期待されていた唐紹儀への配慮と目されている。しかし同年7月26日、梁は行政院長として正式に特任され、交通部長の兼務を解除した（後任の交通部長は江洪傑）。なお、同日において唐は存命である（同年9月30日、国民党特務により暗殺）。
同年9月、王克敏との交渉を経て、臨時政府と維新政府の統合を視野に入れた連合機関である中華民国政府連合委員会が北平に設立された。1939年（民国28年）6月から、梁鴻志は汪兆銘（汪精衛）とも合流交渉を開始した（9月から王克敏も参加）。当初、梁は汪の下風に立つことを望まず、なかなか交渉は成立しなかった。結局、日本の圧力もあって、梁は汪の下位となることを承諾している。
1940年（民国29年）3月30日、維新政府と臨時政府が解消され、南京国民政府（汪兆銘政権）が正式に成立する。同日、梁鴻志は監察院院長兼中央政治委員会当然委員に就任した。梁は、1944年（民国35年）11月より立法院長に転じた。
日本敗北後の1945年（民国34年）10月19日、梁鴻志は漢奸として蘇州で逮捕され、上海へ移送される。1946年（民国35年）6月21日、江蘇高等法院第二分院で死刑判決を受けた。同年11月9日、銃殺刑に処せられる。享年65。